# Нова Василівка (Житомирський район)

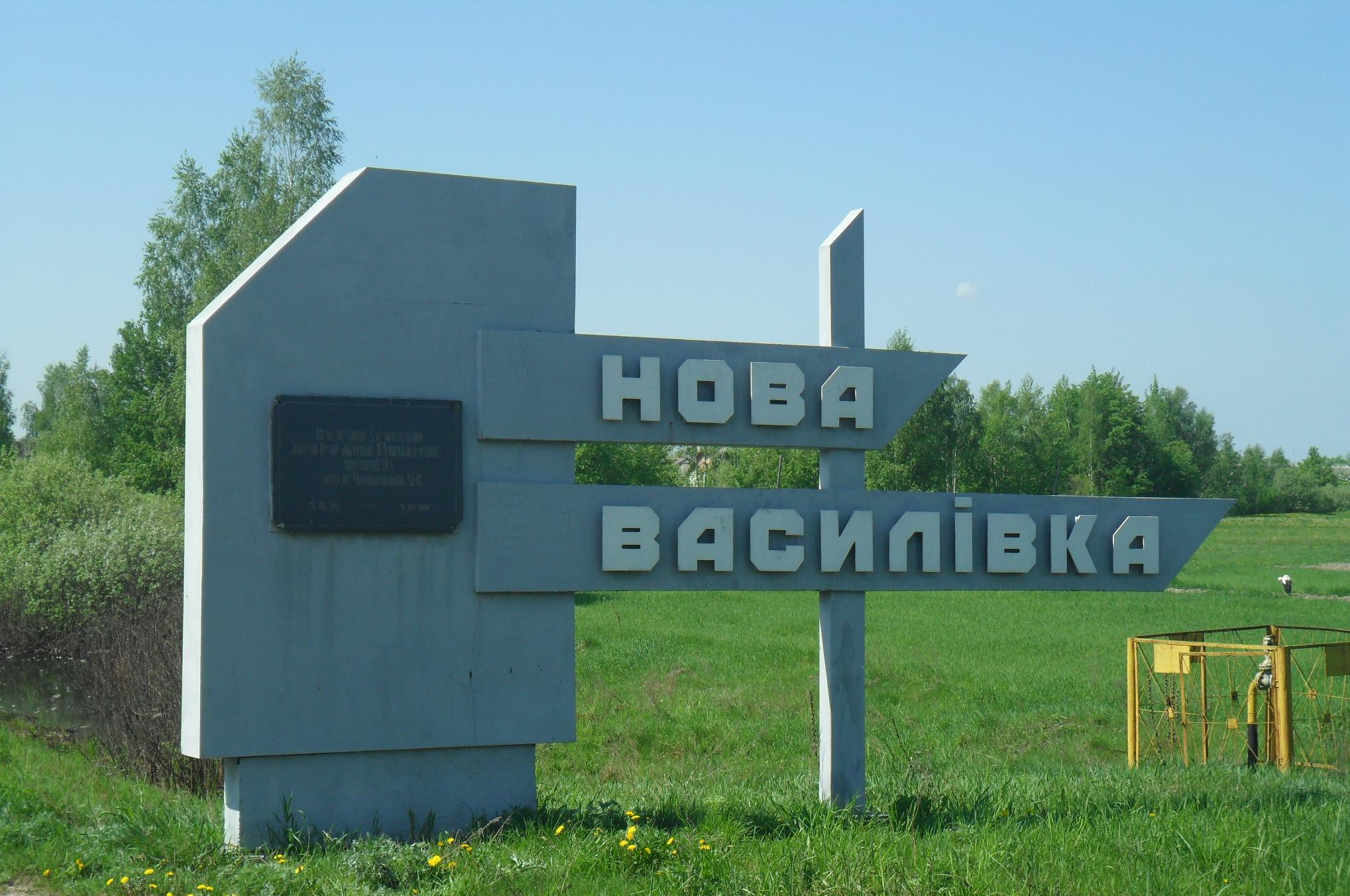

Нова́ Васи́лівка — село в Україні, у Житомирському районі Житомирської області. Населення становить 466 осіб.

## Історія
В 1991 році на території Василівської сільської ради було збудовано нове село для потерпілих від аварії на ЧАЕС – с.Нова Василівка. Нині тут проживають жителі Лугинського, Овруцького, Коростенського, Малинського та Олевського районів.    
Житомирська обласна рада внесла в адміністративно-територіальний устрій Житомирського району такі зміни: рішенням від 25 квітня 1995 року взяла на облік та підпорядкувала Василівській сільській раді село Нова Василівка.Рішення про взяття на облік села

## Населення

### Мова
Розподіл населення за рідною мовою за даними перепису 2001 року:
| Мова       | Кількість | Відсоток |
| ---------- | --------- | -------- |
| українська | 461       | 98.93%   |
| російська  | 5         | 1.07%    |
| Усього     | 466       | 100%     |